# هينينج فريتز
هينينج فريتز (بالألمانية: Henning Fritz) مواليد 21 سبتمبر 1974 في ماغديبورغ، ألمانيا الشرقية، هو لاعب كرة يد ألماني سابق لعب كحارس مرمى. مثل منتخب ألمانيا لكرة اليد في 235 مباراة. شارك في دورة الألعاب الأولمبية الصيفية سنة 2000.

## الميداليات
| الميدالية | المسابقة                           |
| --------- | ---------------------------------- |
| فضية      | الألعاب الأولمبية الصيفية 2004     |
| ذهبية     | بطولة العالم لكرة اليد للرجال 2007 |
| ذهبية     | بطولة أوروبا لكرة اليد للرجال 2004 |

## روابط خارجية
- هينينج فريتز على موقع IMDb (الإنجليزية)
- هينينج فريتز على موقع كينوبويسك (الروسية)

- هينينج فريتز على موقع الاتحاد الأوروبي لكرة اليد (الإنجليزية)
- هينينج فريتز على موقع نادي كيل لكرة اليد (الألمانية)
- هينينج فريتز على موقع اللجنة الأولمبية الدولية (الإنجليزية)
- هينينج فريتز على موقع أوليمبيديا (الإنجليزية)